# Купер, Эстли
Сэр Э́стли Пэ́стон Ку́пер, 1-й бароне́т (англ. Astley Paston Cooper, 1st Baronet; 23 августа 1768, Норфолк, — 12 февраля 1841, Лондон) — английский врач, хирург.

## Биография
Эстли Купер родился в семье священника. Его дядя Вильям Купер работал в госпитале Святого Томаса и Гая в Лондоне главным хирургом. Здесь Эстли и начинает своё медицинское образование. В дальнейшем вся его жизнь была связана с этим госпиталем. Сначала (в 1798 году) его назначили демонстратором в анатомический театр госпиталя Св. Томаса, а с 1783 года он читает лекции по анатомии для общества хирургов.
В 1800 году Купер сменяет своего дядю на посту главного хирурга госпиталя Гая в Лондоне, и в том же году представляет Королевскому Медицинскому Обществу случай дисфункции евстахиевой трубы, предлагая способ лечения — путём рассечения барабанной перепонки. За эту демонстрацию он получает Медаль Копли.
В 1804 году Купер публикует работу, которая на долгие годы стала настольной книгой для всех хирургов, оперирующих грыжи живота («Анатомия и хирургическое лечение паховых и врождённых грыж»).
Купер внёс большой вклад в развитие сосудистой хирургии. Перевязав собаке обе сонные артерии, он доказал возможность кровоснабжения мозга за счёт вертебральных артерий. В 1805 году он перевязал общую сонную артерию пациенту, который скончался через 48 часов.
Также Э. Купер разработал доступ к подвздошным артериям (в 1808 году он перевязал подвздошную артерию у больного с аневризмой бедренной артерии, а в 1817 году лигировал аорту при аневризме подвздошной артерии).
Сэр Эстли Купер был придворным хирургом при двух королях, Георге IV и Вильгельме IV, и одной королеве — Виктории. Известен случай, когда он удалил нагноившуюся кисту головы королю Георгу IV.
В его честь названа связка, поддерживающая молочную железу.